# Consell de joventut
Un consell de joventut és un organisme independent encarregat de sensibilitzar a la societat dels interessos de la joventut, promoure, defensar i organitzar a les associacions juvenils d'un territori determinat, dotant-les de recursos davant de l'administració pública i promovent la participació directa de la joventut en la societat. Els consells de joventut de l'Estat espanyol són constituïts per les organitzacions juvenils des del nivell local fins a l'autonòmic. El Consell de la Joventut d'Espanya (CJE) és l'entitat d'àmbit estatal que aglutina tots els consells de caràcter autonòmic.

## Objectius
Els objectius són compartits, amb matisos, per la immensa majoria dels Consells, que s'organitzen de forma autònoma, mitjançant la federació de les associacions juvenils d'àmbit local, autonòmic, estatal o supraestatal registrades en l'àmbit en què es concrete el consell. Aquests objectius són, prenent com a exemple el Consell Valencià de la Joventut:
- Defensar els interessos i problemes de la joventut.
- Fomentar l'associacionisme juvenil.
- Representar el teixit associatiu davant de l'administració.
- Col·laborar amb l'administració pública per a desenvolupar polítiques de joventut.

## Als Països Catalans
Els diversos consells locals s'organitzen en consells d'àmbit autonòmic. Com que l'àmbit dels consells de joventut és autonòmic i, per tant, depenent de l'estat espanyol, destaquen els tres consells de la joventut:
- Consell Nacional de la Joventut de Catalunya, fundat l'any 1979[4] a través del Decret de 2 d'abril de 1979, i posteriorment regulat a través de la Llei 14/1985, de 28 de juny, per la qual es regula el Consell Nacional de la Joventut de Catalunya.[5]
- Consell Valencià de la Joventut (abans conegut com a Consell de la Joventut de la Comunitat Valenciana), fundat l'any 1983 a través del Decret 14/1983, del 31 de gener, pel qual es crea en la Conselleria de Cultura, Educació i Ciència el 'Consell de la Joventut de la Comunitat Valenciana'.[6]
- Consell de Joventut de les Illes Balears, fundat l'any 1986 a través de la Llei 2/1985, de 28 de març, del Consell Assessor de Joventut de les Illes Balears.[7]

Aquestes tres entitats estan federades entre elles en l'organització anomenada Triangle Jove.

## Arreu del món
A Espanya, els consells autonòmics s'organitzen al Consell de la Joventut d'Espanya, creat el 1983 per la Ley 18/1983, de 16 de noviembre, de creación del Organismo Autónomo Consejo de la Juventud de España. A nivell europeu, existeix l'European Youth Council, format a partir dels consells nacionals de joventut de la Unió Europea.